# Croton dichrous
Espèce
Croton dichrous est une espèce de plantes à fleurs du genre Croton et de la famille des Euphorbiaceae, présente au sud-est et au sud du Brésil.
Il a pour synonymes :
- Croton erythroxyloides var. sordidus, Baill., 1864
- Oxydectes dichroa, (Müll.Arg.) Kuntze